# Fontana delle Rogge

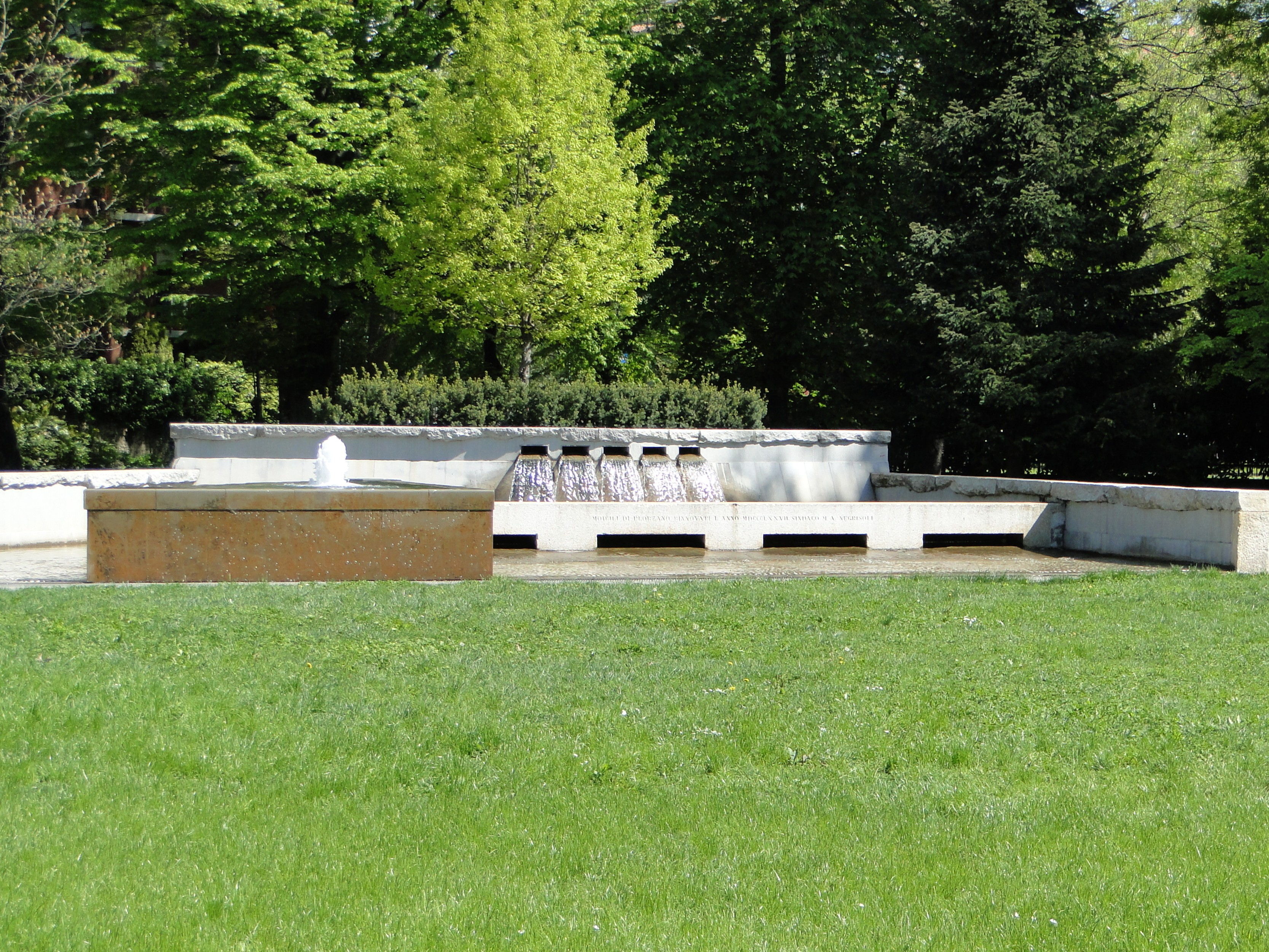
La fontana delle Rogge

La fontana delle Rogge è una fontana situata nella città di Bergamo

## Storia
La storia della fontana è strettamente legata a quella della roggia Serio Grande, importante canale artificiale di origine medievale che ha origine in val Seriana e scorre nel centro della città di Bergamo fino a raggiungere la pianura bergamasca. Da questo ha origine la roggia Nuova che prende vita mediante una diramazione che fino al 2003 era garantita da un manufatto partitore risalente al XV secolo che, rinnovato nel 1877 durante l'amministrazione Negrisoli, era posto nel quartiere cittadino di borgo Santa Caterina.
Questo meccanismo di presa delle acque, conosciuto con il nome di "monolite di Plorzano",  prevedeva un imponente manufatto in pietra che, lungo 8,5 metri con una sezione di 77x54 cm ed un peso di 7,8 tonnellate, era inserito perpendicolarmente al corso della roggia principale.
Mediante alcuni fori rettangolari (detti "moduli") questo lasciava defluire parte dell'acqua della roggia Serio Grande, rallentandone il flusso e contemporaneamente facendone innalzare il livello, permettendole di raggiungere la quota da cui lateralmente prendeva vita la roggia Nuova, riuscendo a misurarne la quantità di acqua che defluiva. L'acqua in eccedenza trafilava al di sopra del manufatto, ricongiungendosi con quella passata attraverso i moduli che proseguiva quindi il proprio corso verso la pianura.
L'opera idraulica prevedeva inoltre un sostegno di derivazione della Roggia Nuova realizzato con lo stesso materiale (lungo 6,4 metri, con una sezione di 40x33 ed un peso di 1,8 tonnellate) e lastre di pietra che costituivano la pavimentazione della roggia Serio.
Tutti questi componenti, ancora funzionanti, vennero rimossi e sostituiti nel 2003 a causa di problemi causati dalla difficoltà di deflusso delle acque in caso di abbondanti precipitazioni, ma vennero conservati in quanto memoria storica di ingegneria idraulica, al fine di venire utilizzati e rivalorizzati in un contesto differente.
L'occasione si presentò grazie alla sinergia di intenti del comune di Bergamo e del Consorzio di bonifica della media pianura bergamasca (ente gestore delle rogge interessate dal manufatto), che definirono la costruzione di una fontana che, con finalità decorative e didattiche, potesse far rivivere gli elementi dismessi.
I lavori, iniziati nella primavera del 2007, terminarono nel giugno dell'anno successivo, con l'inaugurazione avvenuta l'11 luglio 2008.

## Struttura

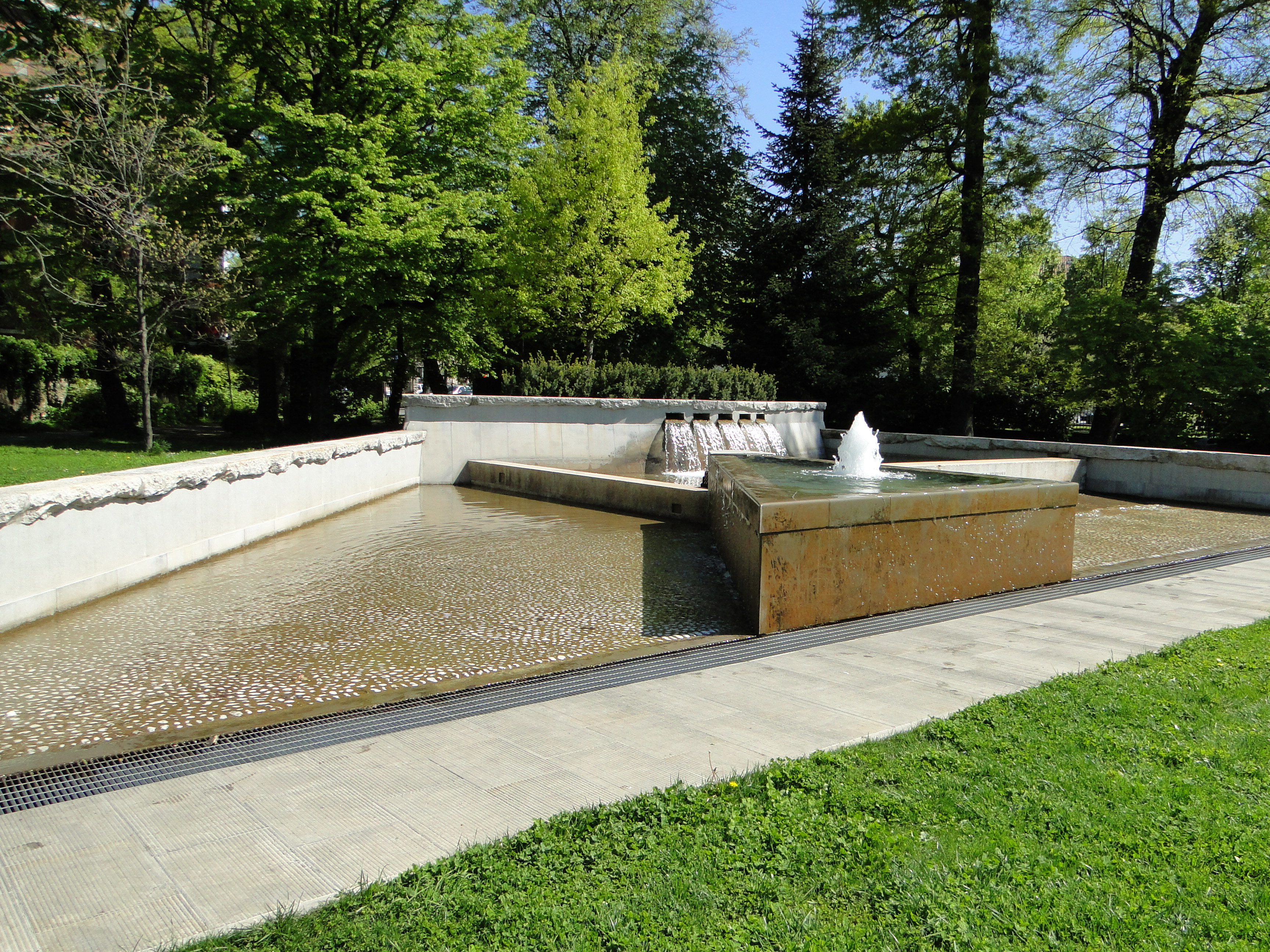

La fontana è situata nel parco Suardi, posto tra le vie Cesare Battisti e San Giovanni, nel centro della città di Bergamo.
La scelta di collocarla nel suddetto parco è stata presa in comune accordo tra il Consorzio di bonifica della media pianura bergamasca ed il comune di Bergamo, ed è dovuta in primo luogo alla volontà di valorizzare il nuovo elemento architettonico inserendolo in uno spazio molto frequentato dalla cittadinanza, con la possibilità quindi di rendere partecipi più persone possibili al progetto di testimonianza storica della fontana stessa.
Inoltre l'opera, posizionata in una radura con leggera pendenza nei pressi dell'ingresso est dell'area, arricchisce ulteriormente il parco stesso, posto poco distante dall'originale collocazione del monolite in Borgo Santa Caterina.
La fontana, realizzata sotto la direzione artistica dell'architetto E. Malara, coadiuvato da un responsabile dell'ufficio lavori pubblici del comune di Bergamo e dal responsabile tecnico del consorzio di bonifica, ha una funzione didattica e decorativa.
Questa riutilizza gli antichi manufatti idraulici recuperati (su tutti il monolite principale, nel quale sono contenuti i cosiddetti moduli di Plorzano) per farli rivivere in un contesto differente, rendendoli strumenti di conoscenza e testimonianza del sistema delle reti di irrigazione presenti nel territorio bergamasco.
Difatti la fontana raffigura, con forme stilizzate, la roggia Serio Grande e la roggia Nuova (che scorre all'interno del parco e da cui prende l'acqua), ovvero i due canali strettamente legati ai componenti di base della fontana stessa.

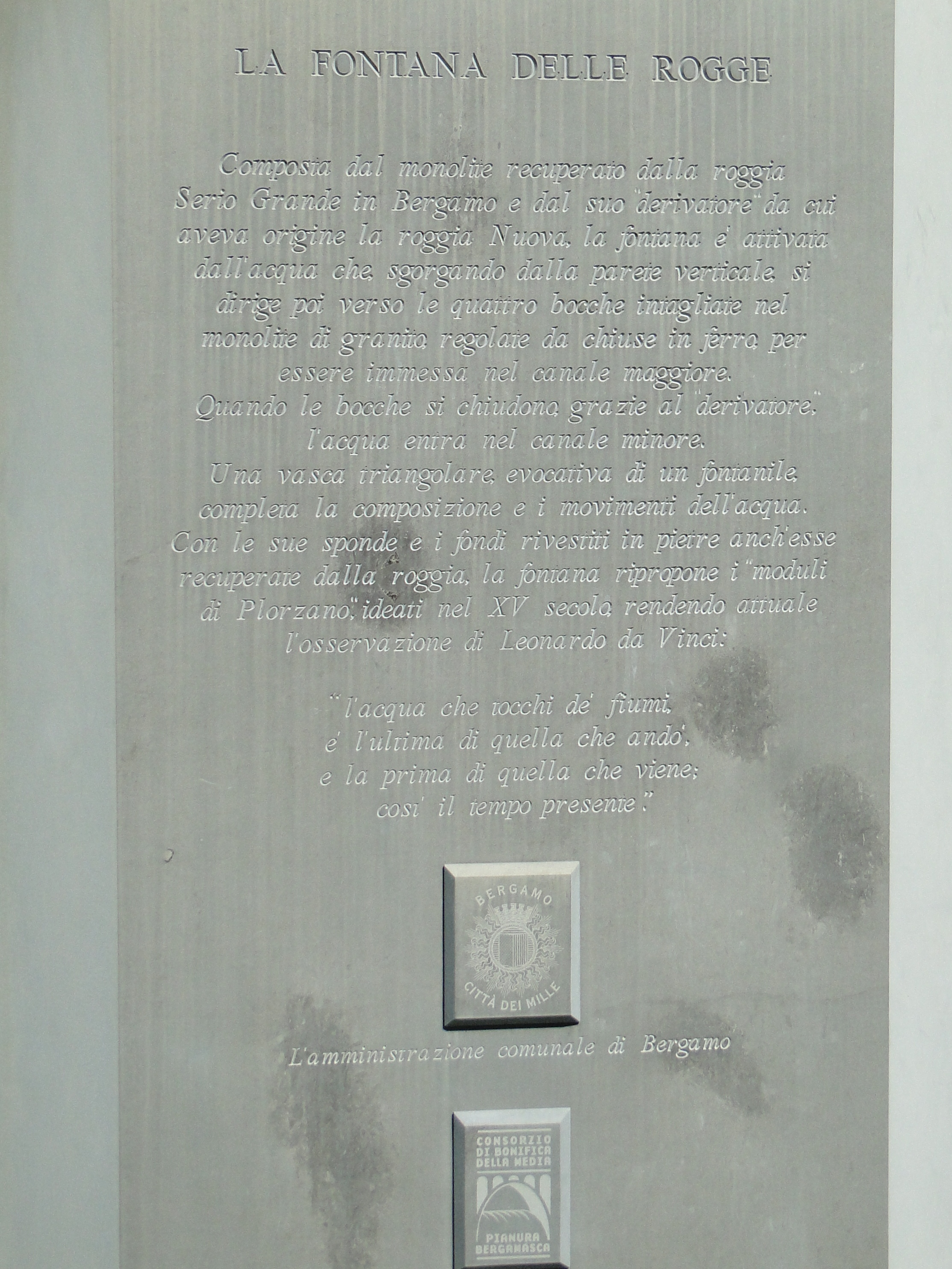
La stele esplicativa

Il progetto prevede che la struttura possa riprodurre due scenari differenti, creati dal movimento delle acque.
Il primo scenario ricostruisce lo scorrimento dell'acqua nel canale principale (identificabile con la Roggia Serio Grande), che passa poi attraverso i moduli di Plorzano e dopo un breve salto, ritorna nella seconda parte del canale stesso. Nel frattempo l'acqua ristagna nel canale secondario, posto perpendicolarmente al principale, e contestualmente “ribolle” nella vasca principale a forma triangolare, nella quale sono poste cinque sorgenti d'acqua.
Passando da una superficie levigata (ricavata mediante le lastre recuperate dalla pavimentazione della stessa roggia Serio Grande) ad una a ciottoli, propria della pavimentazione della vasca, la fontana fornisce all'osservatore la percezione del diverso fluire dell'acqua.
Nel secondo scenario vengono chiuse le paratoie che regolano i moduli di Plorzano. Queste fanno sì che si accumuli acqua nel canale principale, innalzandosi di livello e superando il derivatore. L'acqua in eccesso va quindi ad alimentare il canale secondario, così come si verificava nella realtà tra le due rogge.
Nel frattempo l'acqua nella vasca principale continua a ribollire, mentre si arresta il flusso dell'acqua nel canale principale posto sotto il monolite.
Questa situazione ricalca sia il funzionamento dei canali artificiali e delle relative derivazioni, sia dei fontanili dai quali sgorgano le acque sotterranee.
La struttura è costituita da pietra grigio tunisi, con i muri perimetrali costituiti da granito di antica lavorazione. La pavimentazione della vasca è realizzata con materiale recuperato dalla
Roggia ed il letto della fontana in ciottoli.
Infine nei pressi della fontana è stata posizionata una stele esplicativa, sulla quale sono indicati l'origine, il funzionamento e la struttura dell'opera.